# Mecolaesthus puntiagudus
Mecolaesthus puntiagudus là một loài nhện trong họ Pholcidae. Loài này được phát hiện ở Venezuela.